# Samsung Galaxy Z Fold 3
Samsung Galaxy Z Fold 3 (viết cách điệu Samsung Galaxy Z Fold3) là một điện thoại thông minh dạng gập thuộc dòng Samsung Galaxy Z series và được ra mắt bởi Samsung Electronics vào ngày 11 tháng 8, 2021 tại sự kiện Galaxy Unpacked 2021, với khẩu hiệu là "Unfold Your World" cùng với Samsung Galaxy Z Flip 3 và dòng sản phẩm Samsung Galaxy Watch 4. Nó là phiên bản kế thừa của Samsung Galaxy Z Fold 2.

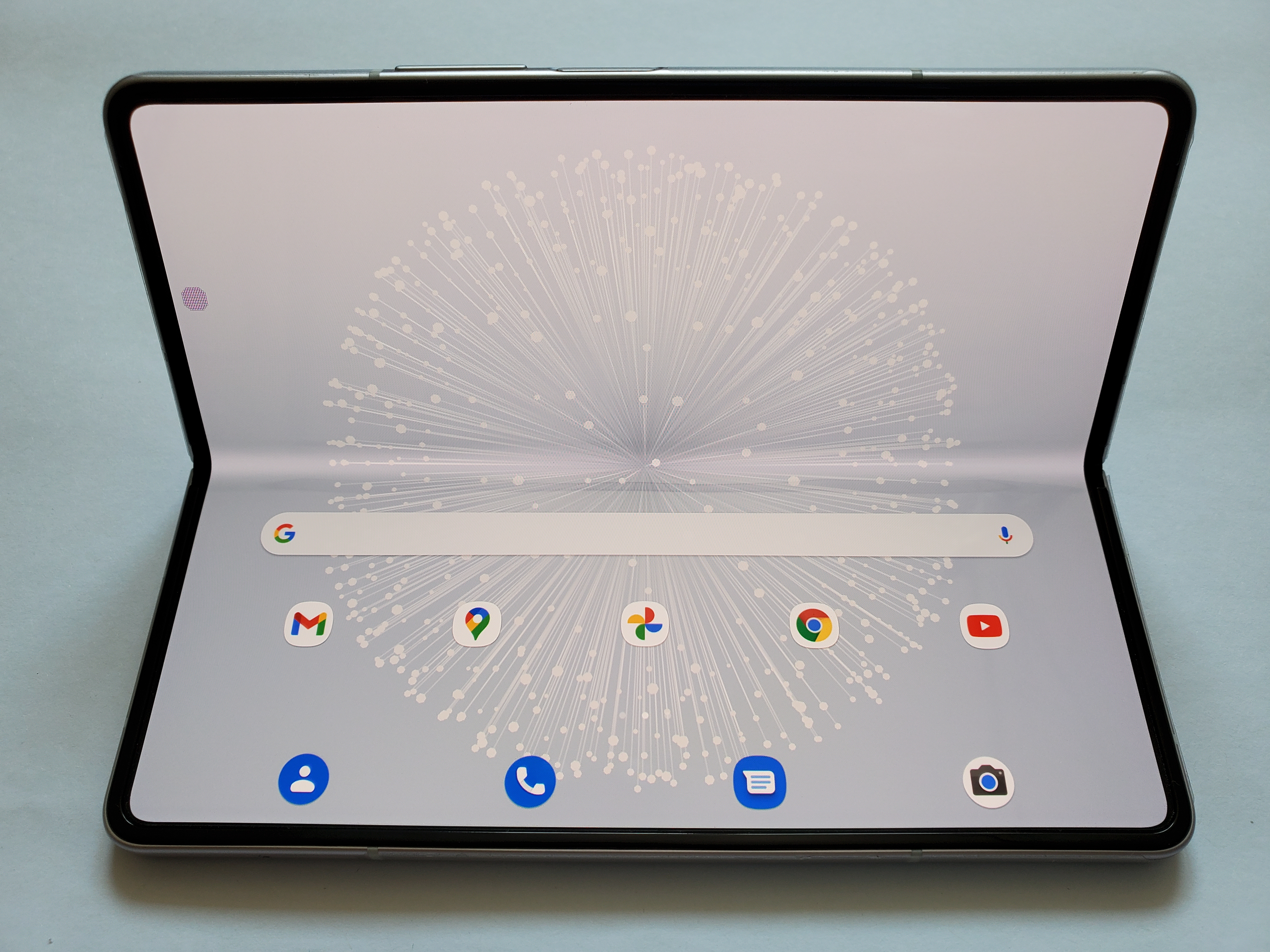
Samsung Galaxy Z Fold 3
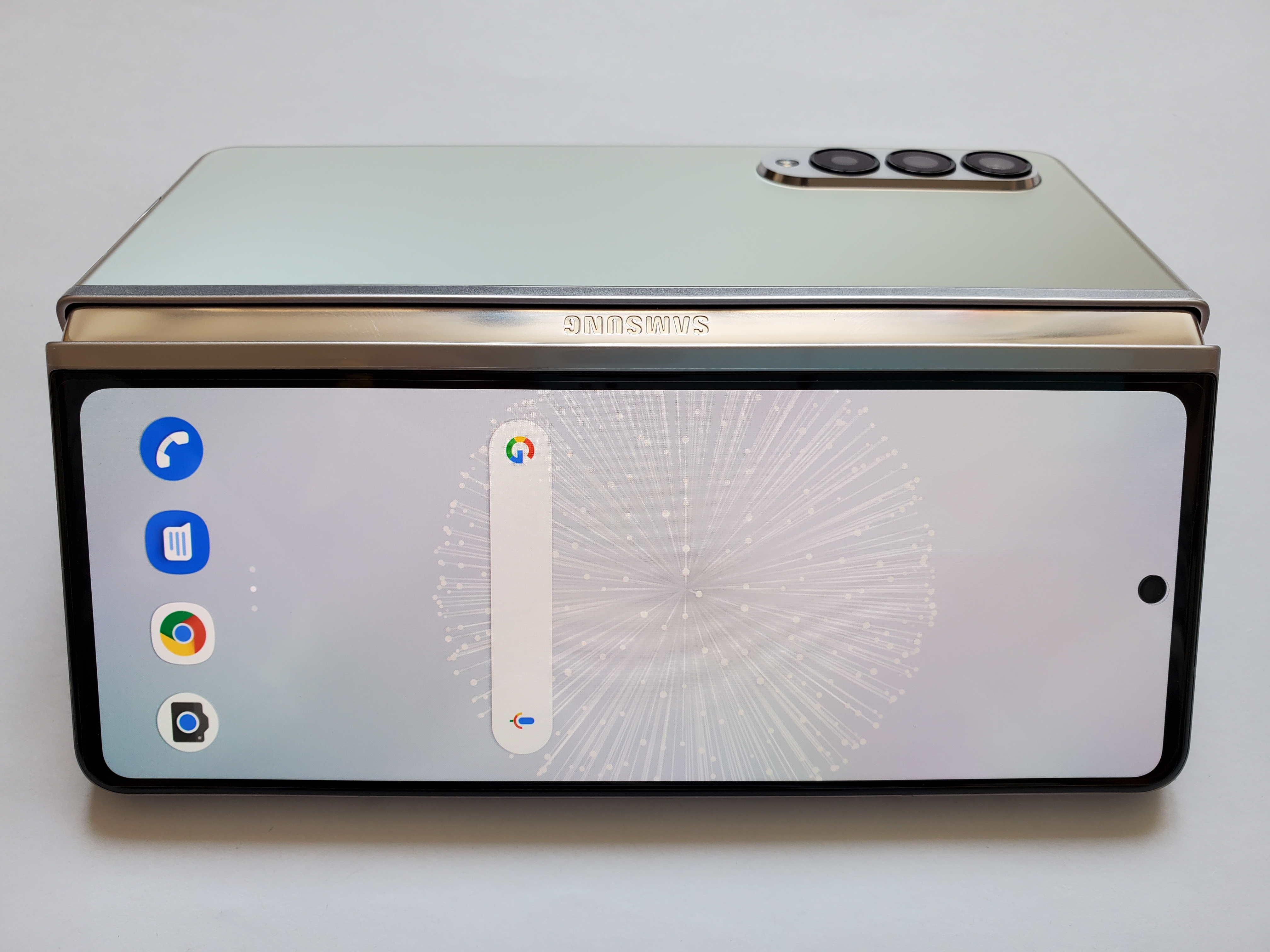
Samsung Galaxy Z Fold 3
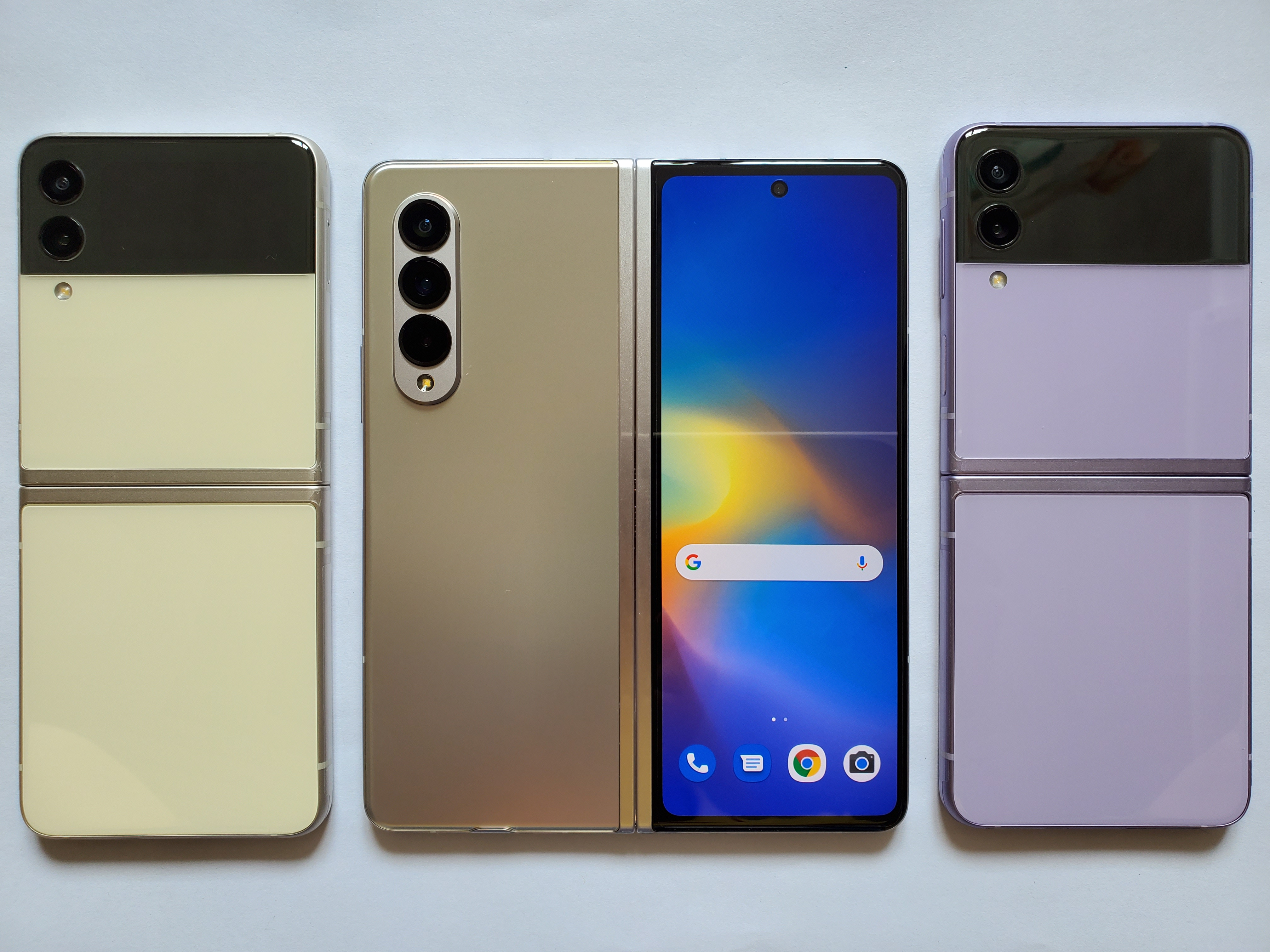
Samsung Galaxy Z Fold 3 & Z Flip 3
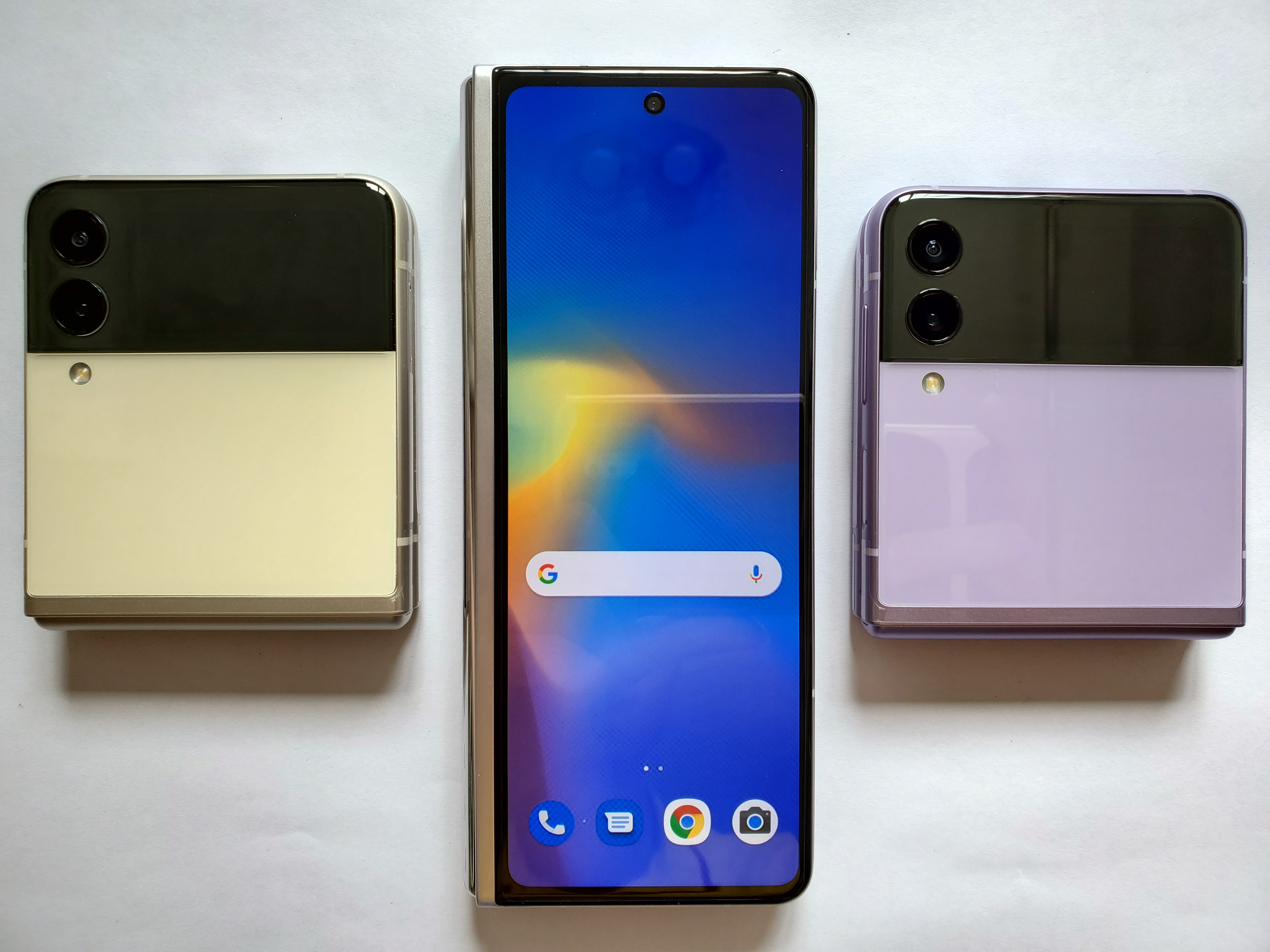
Samsung Galaxy Z Fold 3 & Z Flip 3

## Thiết kế
Samsung Galaxy Z Fold 3 sở hữu vẫn là chiếc Điện thoại thông minh màn hình gập với khả năng mở rộng ra thành 1 chiếc Máy tính bảng cỡ nhỏ như những người tiền nhiệm của nó, thế nhưng Samsung đã thực hiện một số thay đổi nhỏ trên thiết kế giúp máy trở nên hoàn thiện hơn. Thay đổi đáng kể nhất phải kể đến là việc camera ở màn hình to phía trong đã được thiết kế để nằm ẩn dưới màn hình, thay vì nằm trong một chấm nhỏ như sản phẩm tiền nhiệm Samsung Galaxy Z Fold 2 hay trong một phần cắt khoét to ở góc màn hình như Samsung Galaxy Fold. Phần bản lề cũng tiếp tục được cải thiện chắc chắn hơn, đi kèm với đó là việc trang bị thêm cả tiêu chuẩn kháng nước IPX8 lần đầu tiên xuất hiện trên một thiết bị có màn hình có khả năng gập lại được. Khung viền Armor Aluminum được sơn nhám và mặt lưng kính của máy giờ đây cũng được phủ lớp phủ nhám trên cả ba phiên bản màu chính thức, gồm: 
- Đen Phantom  (Tên gốc: Phantom Black)
- Xanh Phantom  (Tên gốc: Phantom Green)
- Bạc Phantom  (Tên gốc: Phantom Silver)

Cụm camera chính ở phần mặt lưng được thiết kế thành 1 hình trụ tròn dài gọn, nhỏ hơn cụm camera hình chữ nhật ở Z Fold 2, với các ống kính camera được xếp theo hàng dọc, thẳng xuống dưới cùng là đèn flash. Cách bố trí camera này có phần giống cách bố trí camera trên Galaxy Fold thế hệ thứ nhất. Ngoài ra, sản phẩm cũng có thêm một phiên bản đặc biệt kết hợp với thương hiệu thời trang Thom Browne, với thiết kế khung viền mạ bóng cùng mặt lưng được sơn màu trắng nhám, nổi bật với đường kẻ đỏ và xanh và logo Thom Browne. Phiên bản này cũng đi kèm với bộ giao diện One UI được thiết kế tùy biến riêng theo phong cách của thương hiệu thời trang cao cấp.

## Cấu hình
Samsung Galaxy Z Fold3 5G ra mắt vào quý 3 năm 2021 nên được Samsung trang bị con chip mạnh mẽ nhất đến từ Qualcomm là Qualcomm Snapdragon 888 dựa trên tiến trình 5 nm (và đây là con chip duy nhất được sử dụng cho tất cả phiên bản bán ra trên toàn cầu). Tuy con chip này bị dính lỗi quá nhiệt trên một vài chiếc máy nhưng Samsung đã tối ưu lại để nó vẫn cho ra hiệu suất xử lí tốt nhất và nhiệt độ vẫn không bị quá nóng. Samsung Galaxy Z Fold3 5G được bán ra trên toàn cầu với 2 phiên bản bộ nhớ là 12GB RAM/ 256GB ROM và 12GB RAM/ 512GB ROM.
Samsung cũng hứa hẹn sẽ có 4 năm cập nhật One UI và 5 năm cập nhật bảo mật dành cho chiếc máy cao cấp nhất năm 2021 của hãng này.